# Грендович Галина Михайлівна
Галина Михайлівна Грендович (нар. 13 серпня 1958, тепер Львівської області) — українська радянська діячка, монтажниця-вакуумниця Львівського виробничого об'єднання «Кінескоп». Депутат Верховної Ради УРСР 11-го скликання.

## Біографія
Освіта середня спеціальна. Член ВЛКСМ.
З 1976 року — монтажниця-вакуумниця Львівського виробничого об'єднання «Кінескоп» імені XXVI з'їзду КПРС Львівської області.
Потім — на пенсії в місті Львові.

## Нагороди
- ордени
- медалі